# Pierella amalia
Pierella amalia é uma borboleta neotropical da família Nymphalidae e subfamília Satyrinae, encontrada no Peru em habitat de floresta tropical. De acordo com Adrian Hoskins, todos os integrantes do gênero Pierella apresentam, vistos de cima, coloração amarronzada com finas marcações mais escuras em suas asas anteriores e com asas posteriores marcadas com ocelos ou manchas. Pierella amalia apresenta, vista de cima, asas posteriores com uma característica mancha de coloração branca, margeada por uma área escurecida com pequenas manchas de azul pálido próximas à borda inferior e com dois ocelos em sua parte superior, mais visíveis quando o inseto é observado ventralmente.
O entomologista Staudinger, em 1887, classificou P. amalia como Pierella lena ab. leucospila; uma subespécie de Pierella lena.

## Hábitos
Adrian Hoskins cita que as espécies do gênero Pierella se caracterizam por seu voo fugaz, se escondendo um pouco acima da superfície do solo na escuridão do sub-bosque da floresta; voando baixo, muitas vezes, em trilhas e evitando a luz do sol, geralmente aparecendo na aurora ou crepúsculo, mas também se escondendo profundamente na vegetação rasteira em outras horas do dia.